# Bundestagswahlkreis Anhalt
Der Wahlkreis Anhalt (Wahlkreis 71) war ein Bundestagswahlkreis in Sachsen-Anhalt. Er umfasste zuletzt in den Bundestagswahlen von 2009 bis 2021 den Landkreis Anhalt-Bitterfeld sowie aus dem Salzlandkreis die Städte Bernburg (Saale), Hecklingen, Könnern, Nienburg (Saale) und Staßfurt sowie die Verwaltungsgemeinschaften Egelner Mulde und Saale-Wipper.

## Bundestagswahl 2021
Zur Bundestagswahl 2021 traten in Sachsen-Anhalt 19 Parteien mit Landeslisten an. Im Wahlkreis Anhalt traten neun Direktkandidaten an.
Kay-Uwe Ziegler gewann mit 24,2 % der Erststimmen erstmals das Direktmandat. Die SPD erhielt mit 24,0 % die meisten Zweitstimmen im Wahlkreis. Jan Korte zog über Platz 1 der Landesliste von Die Linke ebenfalls in den Bundestag ein. 
|                              |                   | Erst- stimmen | Erst- stimmen | Zweit- stimmen | Zweit- stimmen |
| Bewerber                     | Partei            | Anzahl        | %             | Anzahl         | %              |
| ---------------------------- | ----------------- | ------------- | ------------- | -------------- | -------------- |
| Wahlberechtigte              | Wahlberechtigte   | 214.563       | 100,0         | 214.563        | 100,0          |
| Wähler                       | Wähler            | 139.289       | 64,9          | 139.289        | 64,9           |
| Ungültige Stimmen            | Ungültige Stimmen | 2.093         | 1,5           | 1.843          | 1,3            |
| Gültige Stimmen              | Gültige Stimmen   | 137.196       | 98,5          | 137.446        | 98,7           |
| davon                        |                   |               |               |                |                |
| Frank Wyszkowski             | CDU               | 32.295        | 23,5          | 29.823         | 21,7           |
| Kay-Uwe Ziegler              | AfD               | 33.225        | 24,2          | 31.003         | 22,6           |
| Jan Korte                    | DIE LINKE         | 20.246        | 14,8          | 14.249         | 10,4           |
| Anne Stamm                   | SPD               | 28.386        | 20,7          | 33.055         | 24,0           |
| Thorben Fiedler              | FDP               | 10.637        | 7,8           | 12.705         | 9,2            |
| Hans Jakob Charles Schweizer | GRÜNE             | 4.587         | 3,3           | 5.470          | 4,0            |
| –                            | Tierschutzallianz | –             | –             | 1.437          | 1,0            |
| Ronny Schneider              | FREIE WÄHLER      | 4.845         | 3,5           | 2.902          | 2,1            |
| –                            | Die PARTEI        | –             | –             | 905            | 0,7            |
| –                            | NPD               | –             | –             | 374            | 0,3            |
| –                            | Gartenpartei      | –             | –             | 868            | 0,6            |
| –                            | MLPD              | –             | –             | 94             | 0,1            |
| Alkje Fontes                 | dieBasis          | 1.969         | 1,4           | 1.793          | 1,3            |
| –                            | du.               | –             | –             | 133            | 0,1            |
| –                            | ÖDP               | –             | –             | 56             | 0,0            |
| –                            | Die Humanisten    | –             | –             | 138            | 0,1            |
| –                            | Tierschutzpartei  | –             | –             | 1.922          | 1,4            |
| –                            | PIRATEN           | –             | –             | 370            | 0,3            |
| –                            | Volt              | –             | –             | 149            | 0,1            |
| Johanna Zimmermann           | Einzelbewerberin  | 1.006         | 0,7           | –              | –              |

## Bundestagswahl 2017
Bei der Bundestagswahl 2017 waren 224.401 Einwohner wahlberechtigt; die Wahlbeteiligung lag bei 65,9 %. Kees de Vries gewann das Direktmandat für die CDU.
| Direktkandidat               | Partei                | Erststimmen in % | Zweitstimmen in % |
| ---------------------------- | --------------------- | ---------------- | ----------------- |
| Kees de Vries                | CDU                   | 31,6             | 30,7              |
| Kai-Uwe Ziegler              | AfD                   | 22,2             | 22,2              |
| Jan Korte                    | Die Linke             | 21,2             | 17,8              |
| Steffen Globig               | SPD                   | 12,9             | 13,9              |
| Walter Reinhard Elß          | FDP                   | 6,3              | 7,5               |
| Ulrike Annemarie von Thadden | Bündnis 90/Die Grünen | 2,0              | 2,4               |
| Steffen Reisbach             | FREIE WÄHLER          | 2,7              | 1,5               |
| Holger Großöhmigen           | NPD                   | 0,7              | 0,8               |
| Klaus Fuchs                  | MLPD                  | 0,4              | 0,2               |
| –                            | Sonstige              | –                | 3,0               |

## Bundestagswahl 2013
Bei der Bundestagswahl 2013 waren 236.732 Einwohner wahlberechtigt; die Wahlbeteiligung lag bei 59,4 %. Kees de Vries gewann das Direktmandat für die CDU.
| Direktkandidat      | Partei                | Erststimmen in % | Zweitstimmen in % |
| ------------------- | --------------------- | ---------------- | ----------------- |
| Kees de Vries       | CDU                   | 41,0             | 41,5              |
| Jan Korte           | Die Linke             | 28,8             | 25,6              |
| Petra Börst-Harder  | SPD                   | 15,4             | 16,8              |
| Daniel Roi          | AfD                   | 4,6              | 4,8               |
| Andreas Klar        | NPD                   | 2,5              | 2,5               |
| Hans-Werner Trummel | FREIE WÄHLER          | 2,1              | 1,3               |
| Ingo Götze          | Bündnis 90/Die Grünen | 2,1              | 2,6               |
| Veit Wolpert        | FDP                   | 2,0              | 2,6               |
| Andreas Breitschu   | PIRATEN               | 1,2              | 1,6               |
| Ina Korntreff       | MLPD                  | 0,3              | 0,2               |
| –                   | Sonstige              | –                | 0,4               |

## Bundestagswahl 2009
Bei der Bundestagswahl 2009 waren 248.456 Einwohner wahlberechtigt; die Wahlbeteiligung lag bei 57,7 %. Jan Korte gewann das Direktmandat für Die Linke.
| Direktkandidat   | Partei                | Erststimmen in % | Zweitstimmen in % |
| ---------------- | --------------------- | ---------------- | ----------------- |
| Jan Korte        | Die Linke             | 31,6             | 33,3              |
| Kees de Vries    | CDU                   | 31,3             | 30,5              |
| Klaas Hübner     | SPD                   | 21,8             | 16,6              |
| Dirk Faust       | FDP                   | 7,8              | 10,6              |
| Wolfgang Siewert | Bündnis 90/Die Grünen | 3,5              | 3,7               |
| Philipp Valenta  | NPD                   | 2,6              | 2,4               |
| Ina Korntreff    | MLPD                  | 0,6              | 0,3               |
| –                | Piraten               | –                | 2,2               |
| –                | DVU                   | –                | 0,3               |
| Wolfgang Gahler  | –                     | 0,8              | –                 |

## Bundestagswahl 2005
Die Bundestagswahl 2005 hatte folgendes Ergebnis:
| Direktkandidat        | Partei                | Erststimmen in % | Zweitstimmen in % | Bundestagswahl 2002 Zweitstimmen in % |
| --------------------- | --------------------- | ---------------- | ----------------- | ------------------------------------- |
| Engelbert Wistuba     | SPD                   | 33,6             | 31,6              | 42,9                                  |
| Ulrich Petzold        | CDU                   | 30,4             | 25,2              | 29,8                                  |
| Heidemarie Ehlert     | Die Linke.            | 24,2             | 26,0              | 14,5                                  |
| Manfred Bähr          | FDP                   | 4,6              | 8,8               | 7,2                                   |
| Iris Brunar           | Bündnis 90/Die Grünen | 2,5              | 4,1               | 3,2                                   |
| Matthias Ahlfeld      | NPD                   | 2,5              | 2,4               | 1,0                                   |
| –                     | REP                   | –                | 0,4               | –                                     |
| Klaus Fuchs           | MLPD                  | 0,5              | 0,5               | –                                     |
| Heiner Friedrich List | Offensive D           | 0,8              | 0,4               | –                                     |
| –                     | Pro DM                | –                | 0,4               | –                                     |
| Wolfgang Gahler       | Einzelbewerber        | 1,0              | –                 | –                                     |
| –                     | Die Tierschutzpartei  | –                | –                 | 1,1                                   |
| –                     | GRAUE                 | –                | –                 | 0,4                                   |

## Bisherige Abgeordnete
Direkt gewählte Abgeordnete des Wahlkreises Anhalt waren:
| Jahr | Name              | Partei    | Erststimmen in % |
| ---- | ----------------- | --------- | ---------------- |
| 2021 | Kay-Uwe Ziegler   | AfD       | 24,2             |
| 2017 | Kees de Vries     | CDU       | 31,6             |
| 2013 | Kees de Vries     | CDU       | 41,0             |
| 2009 | Jan Korte         | Die Linke | 31,6             |
| 2005 | Engelbert Wistuba | SPD       | 33,6             |
| 2002 | Engelbert Wistuba | SPD       | 40,3             |

## Geschichte
Mit der Kreisreform von 2007 wurden auch die Wahlkreise in Sachsen-Anhalt grundsätzlich neu gestaltet. Trotz des gleich gebliebenen Namens ist dabei der Wahlkreis Anhalt völlig neu zugeschnitten worden. Bis zur Bundestagswahl 2005 gehörten ihm die kreisfreie Stadt Dessau sowie die ehemaligen Landkreise Köthen und Wittenberg an. Nur das Gebiet des Landkreises Köthen verblieb zur Bundestagswahl 2009 im Wahlkreis. Wittenberg und Dessau wurden im neuen Bundestagswahlkreis Dessau – Wittenberg zusammengefasst, dafür kamen das Gebiet der ehemaligen Landkreise Bernburg und Bitterfeld (vormals beide Bundestagswahlkreis Bernburg – Bitterfeld – Saalkreis) sowie Teile der ehemaligen Landkreise Aschersleben-Staßfurt (vormals Bundestagswahlkreis Börde) und Anhalt-Zerbst (vormals Bundestagswahlkreis Elbe-Havel-Gebiet) dazu. Der Wahlkreis besaß 2009 die Nummer 72 und erhielt zur Bundestagswahl 2013 die Nummer 71.